# Fontanielles
Fontanielles es una casería que pertenece a la parroquia de Serín en el concejo de Gijón (Principado de Asturias). Se encuentra a 51 m s. n. m. y está situada a 12,70 km de la capital del concejo, Gijón. 

## Población
En 2020 contaba con una población de 2 habitantes (INE 2020) y 1 vivienda.